# Charles Joiner

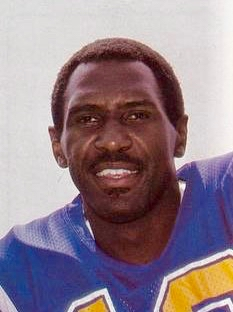
Charles Joiner (1982)

Charles „Charlie“ Joiner Jr. (* 14. Oktober 1947 in Many, Louisiana) ist ein ehemaliger American-Football-Spieler, der achtzehn Spielzeiten als Wide Receiver in der National Football League (NFL) spielte. Er wurde 1996 in die Pro Football Hall of Fame gewählt.
Joiner graduierte 1969 auf der Grambling State University und wurde in der vierten Runde des AFL Drafts von den Houston Oilers ausgewählt, wo er bis 1972 spielte.
Anschließend wurde er von den Cincinnati Bengals verpflichtet, wo er von 1972 bis 1975 spielte. Die nächste Station seiner Karriere waren die San Diego Chargers, wohin er 1975 wechselte. In San Diego verbrachte er elf Jahre und beendete 1986 seine Profikarriere.
Die Zeit bei den San Diego Chargers unter Trainer Don Coryell war seine erfolgreichste: Er wurde drei Mal in den Pro Bowl gewählt. Bei seinem Karriereende hielt er den Rekord für die meisten Passfänge (750) in der Geschichte der NFL.
Charles Joiner arbeitete bis 2012 als Trainer für Wide Receiver. Zunächst war er für die Kansas City Chiefs tätig, seit 2008 arbeitete er wieder bei den Chargers.